# Auriol Dongmo
Auriol Dongmo Mekemnang (ur. 3 sierpnia 1990 w Ngaoundéré) – kameruńska lekkoatletka specjalizująca się w pchnięciu kulą i rzucie dyskiem, od 2020 roku reprezentuje Portugalię.
Złota medalistka igrzysk afrykańskich z Maputo (2011). W tych samych zawodach była piąta w rzucie dyskiem. Rok później na mistrzostwach Afryki zdobyła brązowy medal w pchnięciu kulą. W 2014 sięgnęła po złoto afrykańskiego czempionatu. Odpadła w eliminacjach konkursu kulomiotek podczas mistrzostw świata w gronie seniorów (2015). W tym samym roku obroniła tytuł mistrzyni igrzysk afrykańskich w Brazzaville. W następnym roku zdobyła drugie złoto mistrzostw Afryki oraz reprezentowała Kamerun na igrzyskach olimpijskich w Rio de Janeiro, podczas których zajęła 12. miejsce w finale.
Rekordy życiowe: pchnięcie kulą (stadion) – 19,92 (16 września 2023, Eugene) rekord Portugalii; pchnięcie kulą (hala) – 20,43 (18 marca 2022, Belgrad) rekord Portugalii; rzut dyskiem – 47,60 (10 lipca 2016, Limbé). Zawodniczka jest także aktualną rekordzistką Kamerunu w pchnięciu kulą na stadionie (18,37 w 2017) i Afryki w hali (18,37 w 2020).

## Osiągnięcia
| Rok                       | Impreza                                 | Miejsce        | Konkurencja    | Pozycja           | Wynik |
| ------------------------- | --------------------------------------- | -------------- | -------------- | ----------------- | ----- |
| Reprezentacja: Kamerun    |                                         |                |                |                   |       |
| 2011                      | Igrzyska afrykańskie                    | Maputo         | rzut dyskiem   | 5. miejsce        | 40,34 |
| 2011                      | Igrzyska afrykańskie                    | Maputo         | pchnięcie kulą | 1. miejsce        | 16,03 |
| 2012                      | Mistrzostwa Afryki                      | Porto-Novo     | pchnięcie kulą | 3. miejsce        | 15,41 |
| 2013                      | Igrzyska frankofońskie                  | Nicea          | pchnięcie kulą | 3. miejsce        | 15,30 |
| 2014                      | Igrzyska Wspólnoty Narodów              | Glasgow        | pchnięcie kulą | 7. miejsce        | 16,50 |
| 2014                      | Mistrzostwa Afryki                      | Marrakesz      | rzut dyskiem   | 8. miejsce        | 41,35 |
| 2014                      | Mistrzostwa Afryki                      | Marrakesz      | pchnięcie kulą | 1. miejsce        | 16,84 |
| 2014                      | Puchar interkontynentalny               | Marrakesz      | pchnięcie kulą | 7. miejsce        | 15,77 |
| 2015                      | Mistrzostwa świata                      | Pekin          | pchnięcie kulą | el. – 20. miejsce | 15,76 |
| 2015                      | Igrzyska afrykańskie                    | Brazzaville    | rzut dyskiem   | 5. miejsce        | 45,14 |
| 2015                      | Igrzyska afrykańskie                    | Brazzaville    | pchnięcie kulą | 1. miejsce        | 17,21 |
| 2015                      | Światowe wojskowe igrzyska sportowe     | Mungyeong      | rzut dyskiem   | 8. miejsce        | 46,44 |
| 2015                      | Światowe wojskowe igrzyska sportowe     | Mungyeong      | pchnięcie kulą | 3. miejsce        | 17,64 |
| 2016                      | Mistrzostwa Afryki                      | Durban         | rzut dyskiem   | 7. miejsce        | 47,00 |
| 2016                      | Mistrzostwa Afryki                      | Durban         | pchnięcie kulą | 1. miejsce        | 17,64 |
| 2016                      | Igrzyska olimpijskie                    | Rio de Janeiro | pchnięcie kulą | 12. miejsce       | 16,99 |
| 2017                      | Igrzyska solidarności islamskiej        | Baku           | pchnięcie kulą | 1. miejsce        | 17,75 |
| 2017                      | Igrzyska frankofońskie                  | Abidżan        | pchnięcie kulą | 1. miejsce        | 17,68 |
| 2017                      | Mistrzostwa świata                      | Londyn         | pchnięcie kulą | el. –             | DNS   |
| Reprezentacja: Portugalia |                                         |                |                |                   |       |
| 2021                      | Halowe mistrzostwa Europy               | Toruń          | pchnięcie kulą | 1. miejsce        | 19,34 |
| 2021                      | Superliga drużynowych mistrzostw Europy | Chorzów        | pchnięcie kulą | 2. miejsce        | 18,74 |
| 2021                      | Igrzyska olimpijskie                    | Tokio          | pchnięcie kulą | 4. miejsce        | 19,57 |
| 2022                      | Halowe mistrzostwa świata               | Belgrad        | pchnięcie kulą | 1. miejsce        | 20,43 |
| 2022                      | Mistrzostwa świata                      | Eugene         | pchnięcie kulą | 5. miejsce        | 19,62 |
| 2022                      | Mistrzostwa Europy                      | Monachium      | pchnięcie kulą | 2. miejsce        | 19,82 |
| 2023                      | Halowe mistrzostwa Europy               | Stambuł        | pchnięcie kulą | 1. miejsce        | 19,76 |
| 2023                      | I dywizja drużynowych mistrzostw Europy | Chorzów        | pchnięcie kulą | 1. miejsce        | 19,07 |
| 2023                      | Mistrzostwa świata                      | Budapeszt      | pchnięcie kulą | 4. miejsce        | 19,69 |
| 2025                      | Halowe mistrzostwa Europy               | Apeldoorn      | pchnięcie kulą | 3. miejsce        | 19,26 |
| 2025                      | Halowe mistrzostwa świata               | Nankin         | pchnięcie kulą | 8. miejsce        | 18,54 |